# ساچین و یک میلیون رؤیا
ساچین و یک میلیون رؤیا (به هندی: Sachin: A Billion Dreams) فیلمی محصول سال ۲۰۱۷ و به کارگردانی جیمز ارسکین است. در این فیلم بازیگرانی همچون سچین تندولکر ایفای نقش کرده‌اند.